# Євдокименко Іван Миколайович
Іва́н Микола́йович Євдоки́менко (нар. 23 липня 1992 — пом. 20 січня 2015) — солдат Збройних сил України, учасник російсько-української війни. Один із «кіборгів».

## Життєпис
Закінчив шосткинську ЗОШ № 5, хіміко-технологічний коледж. Довгий час займався у народному духовому оркестрі «Юність», писав вірші.
Займав активну життєву позицію, брав участь в організації акцій за єдність України, здійснював волонтерську роботу. Пішов на фронт добровольцем — до батальйону УНСО, котрий згодом увійшов до складу новоствореної 81-ї бригади.
Кулеметник-розвідник, навідник 1-го відділення 1-го розвідувального взводу розвідувальної роти УНСО, 81-ша десантно-штурмова бригада.
Іван Євдокименко був у групі Миронюка («Сета»), яка 20 січня 2015-го поблизу аеропорту Донецька вийшла просто на російських терористів та потрапила під шквальний вогонь поруч із розбитим ангаром. У бою Іван відстрілювався до останнього набою; тоді ж загинули Анатолій Доценко, Сергій Зулінський, В'ячеслав Мельник, Анатолій Миронюк, двоє вижили.
Перебував у списку зниклих безвісти. У квітні 2015-го ідентифікований за експертизою ДНК в Дніпропетровську серед полеглих.
15 травня 2015 року похований на центральному кладовищі Шостки.
Без сина лишились батьки.

## Нагороди та вшанування
- Указом Президента України № 553/2015 від 22 вересня 2015 року, «за мужність, самовідданість і високий професіоналізм, виявлені у захисті державного суверенітету та територіальної цілісності України, вірність військовій присязі», нагороджений орденом «За мужність» III ступеня (посмертно)[1].
- Нагороджений нагрудним знаком «За оборону Донецького аеропорту» (посмертно).
- У місті Шостка на фасаді будівель загальноосвітньої школи № 5 (вулиця Марата, 24А) та хіміко-технологічного коледжу імені Івана Кожедуба (вулиця Інститутська, 1), де навчався Іван Євдокименко, йому встановлено меморіальні дошки.
- Розпорядженням голови Сумської обласної державної адміністрації від 19 травня 2016 року № 252-ОД було прийнято рішення про перейменування в місті Шостка вулиці Енгельса на вулицю Івана Євдокименка[2].
- Вшановується в меморіальному комплексі «Зала пам'яті», в щоденному ранковому церемоніалі 20 січня[3][4].
- в Шостці відкрито меморіал; на ньому зазначено й ім'я Івана Євдокименка[5]